# Trichosanthes trifoliata
Trichosanthes trifoliata är en gurkväxtart som först beskrevs av Carl von Linné, och fick sitt nu gällande namn av Elmer Drew Merrill. Trichosanthes trifoliata ingår i släktet Trichosanthes och familjen gurkväxter. Inga underarter finns listade i Catalogue of Life.